# IC 2511
IC 2511 — галактика типу SBab () у сузір'ї Насос.
Цей об'єкт міститься в оригінальній редакції індексного каталогу.